# لو توكيه
لي توكيوت (بالفرنسية: Le Touquet)‏ هي بلدية تقع في إقليم باد كاليه من منطقة نور با دو كاليه في شمال فرنسا. تبلغ مساحة هذه المدينة 15.31 (كم²)، وترتفع عن سطح البحر 5 م، يبلغ عدد سكانها 4495 نسمة حسب إحصاء المعهد الوطني للإحصاء والدراسات الاقتصادية سنة 2009 م. وترأس Daniel Fasquelle البلدية خلال فترة (2008-2014).

## توأمة
للو توكيه اتفاقيات توأمة مع كل من:
- فينتربرغ
- ويتني [الإنجليزية]‏
- سيدي بوسعيد
- كاري
- Rixensart [الإنجليزية]‏